# Marktreife
Marktreife (oder Produktreife; englisch marketability) ist in der Betriebswirtschaftslehre die erste Stufe des Produktlebenszyklus eines Produkts oder einer Dienstleistung, bei der das angebotene Produkt oder die angebotene Dienstleistung den Kundenanforderungen des relevanten Marktes entspricht und bei Käufern auf Akzeptanz trifft. Bei Massenprodukten spricht man von Serienreife, wenn ein Prototyp Marktreife erlangt hat.

## Allgemeines
Bei bereits auf Märkten etablierten Produkten/Dienstleistungen stellt sich die Frage der Marktreife nicht, sondern bei Produkt- oder Finanzinnovationen. Produkte oder Dienstleistungen haben in der Produktentwicklung ein Entwicklungsstadium erreicht, bei dem Produktqualität, Produktdesign, Produkttechnik und Preis auf dem Markt einheitlich beim Kaufgegenstand akzeptiert werden und ein Markteintritt erfolgen kann. Für das Produktsicherheitsgesetz (ProdSG) liegt Marktreife vor, „wenn im Rahmen einer Geschäftstätigkeit Produkte auf dem Markt bereitgestellt, ausgestellt oder erstmals verwendet werden“ (§ 1 Abs. 1 ProdSG). Nach § 2 Nr. 27 ProdSG sind Produkte erst „verwendungsfertig, wenn sie bestimmungsgemäß verwendet werden können, ohne dass weitere Teile eingefügt zu werden brauchen“. Ein Produkt erlangt Marktreife, wenn die Benutzer auf nachgelagerten Produktionsstufen oder der Endverbraucher es verwenden oder konsumieren können, ohne Wissen über dessen Herstellung erwerben zu müssen. Die Marktreife ist somit ein Status während der Produktentwicklung, bei dem Produkte/Dienstleistungen so weit entwickelt sind, dass sie vermarktet werden können.

## Phasen bis zur Marktreife
Der Marktreife gehen oft ein Produktentwicklungsprozess und stets ein Produktionsprozess voraus.
| Produkt / Dienstleistung | Branche              | Produktentwicklungsprozess Dauer           | Produktionsprozess Dauer           |
| ------------------------ | -------------------- | ------------------------------------------ | ---------------------------------- |
| Agrarprodukte            | Landwirtschaft       | Reifung maximal 6 Monate                   | Ernte maximal 5 Tage               |
| Arzneimittel             | Pharmaindustrie      | Forschung und Entwicklung maximal 15 Jahre | Produktion maximal 2 Tage          |
| Automobile               | Automobilherstellung | Forschung und Entwicklung maximal 4 Jahre  | Produktion maximal 1 Tag           |
| Backwaren                | Bäckereien           | keiner                                     | Backen wenige Stunden              |
| Bodenschätze, Rohstoffe  | Bergbau              | keiner                                     | Abbau und Gewinnung maximal 2 Tage |
| Finanzprodukte           | Bankwesen            | Forschung und Entwicklung maximal 1 Jahr   | Dienstleistung meistens sofort     |
| Frisuren                 | Friseure             | keiner                                     | Haarpflege 1–2 Stunden             |
| Speisefische             | Fischerei            | Wachstumsphase                             | Fischverarbeitung wenige Stunden   |

Einer der längsten Produktentwicklungsprozesse gibt es in der Pharmaindustrie, die bei komplexen Wirkstoffen bis zu 15 Jahren benötigt. Die Marktreife (das Inverkehrbringen) bei Arzneimitteln beginnt allerdings erst nach einer Zulassung durch das Bundesinstitut für Arzneimittel und Medizinprodukte oder die Europäische Arzneimittel-Agentur (§ 21 Abs. 1 AMG).
Bei Dienstleistungen gilt der Kunde (beim Friseur) oder die von ihm eingebrachten Wirtschaftsobjekte (Auto in Autowerkstatt) als externer Produktionsfaktor, so dass der Produktionsprozess meist gleichzeitig mit Auftrag oder Bestellung beginnt und sofort (die meisten Finanzprodukte) oder nach wenigen Tagen (Reparatur) endet.

## Beispiele
In der Pharmazie wird die Problematik der Marktreife besonders deutlich, denn die Phasen von der Synthese des Wirkstoffs bis zur Marktreife des Produktes (englisch Time-to-Market) können eine Zeitspanne von bis zu 15 Jahren erfordern. Hat ein Wirkstoff die Forschungs- und Entwicklungsphase überstanden, so schließen sich – auf der Grundlage seines toxikologischen Profils und seines pharmakokinetischen Verhaltens – präklinische Studien für das Präparat an, denen Tierversuche folgen. Ein anschließendes Prüfpräparat steht für die klinischen Studien an Probanden zur Verfügung, die in 4 Phasen ablaufen müssen. Erst nach Abschluss dieser Phasen der klinischen Tests und Arzneimittelzulassung durch die Arzneimittelbehörde ist ein Präparat marktreif.
Produkttests finden auch außerhalb der Pharmazie statt, wobei unabhängige Tester eingeschaltet werden. Bei Finanzinnovationen liegt ein Produktrisiko vor, wenn das Bankprodukt für die Bank, den relevanten Bankenmarkt oder den Bankkunden unerwartete finanzielle Gefahren beinhaltet, die nicht aus Marktrisiken resultieren. Erst wenn dieser Prozess („Neuer Produktprozess“) und eine begrenzte Testphase positiv abgeschlossen sind und die Bankenaufsicht keine Bedenken äußert, sind die Bankprodukte marktreif.
Nach § 3 Abs. 2 ProdSG darf ein Produkt nur auf dem Markt bereitgestellt werden, wenn es bei bestimmungsgemäßer oder vorhersehbarer Verwendung die Sicherheit und Gesundheit von Personen nicht gefährdet. Hierbei sind insbesondere zu
berücksichtigen
- die Eigenschaften des Produkts einschließlich seiner Zusammensetzung, seine Verpackung, die Anleitungen für seinen Zusammenbau, die Installation, die Wartung und die Gebrauchsdauer;
- die Einwirkungen des Produkts auf andere Produkte, soweit zu erwarten ist, dass es zusammen mit anderen Produkten verwendet wird;
- die Aufmachung des Produkts, seine Kennzeichnung, die Warnhinweise, die Gebrauchs- und Bedienungsanleitung, die Angaben zu seiner Beseitigung sowie alle sonstigen produktbezogenen Angaben oder Informationen;
- die Gruppen von Verwendern, die bei der Verwendung des Produkts stärker gefährdet sind als andere.

Sind bei der Verwendung, Ergänzung oder Instandhaltung eines Produkts bestimmte Regeln zu beachten, um den Schutz von Sicherheit und Gesundheit zu gewährleisten, ist bei der Bereitstellung auf dem Markt hierfür eine Gebrauchsanleitung in deutscher Sprache mitzuliefern (§ 3 Abs. 4 ProdSG).

## Markteinführung
Zur Marktreife gehören Produkteigenschaften wie Funktionssicherheit und gebrauchsfähiger Zustand (bei Gebrauchsgütern) und gesundheitliche Unbedenklichkeit (bei Medikamenten, Lebensmitteln und Getränken). Das entscheidende Kriterium für die Reife des Produktes ist die Referenzfähigkeit. Darunter versteht man den erfolgreichen Einsatz eines neuen Produkts bei mehreren unabhängigen Testern. Der anschließenden Markteinführung ist meist eine Werbekampagne vorausgegangen (außer bei verschreibungspflichtigen Medikamenten), die das Interesse der Verbraucher wecken soll.
Rückrufaktionen sind ein Indikator für fehlerhafte Produkte, die offensichtlich den Status der Marktreife noch nicht erreicht haben. Die Marktreife eines Produkts kann dem markteinführenden Unternehmen Pioniergewinne einbringen.